# Herkules, Pan i Omfale
Herkules, Pan i Omfale (niderl. De als vrouw verklede Hercules trapt Pan van Omphale) – obraz namalowany przez flamandzkiego malarza okresu baroku Abrahama Janssensa.

Temat obrazu został zaczerpnięty z pracy Owidiusza Fasti. Kalendarz poetycki. Przedstawia epizod z życia Herkulesa. Mocarz popełnia morderstwo przez co staje się sługą królowej Lidii Omfale. Pewnego razem Omfale i Herkules szli przez górską przełącz. Przed nocą schronili się w jaskini. Uprzednio zobaczył ich ze szczytów Faun. W jaskini para wraz ze świtą ucztowała i bawiła się. Podczas zabawy Herkules i Omfale zamienili się szatami. Wreszcie, zmożeni snem, udali się na spoczynek, każdy z osobna. Faun w połowie nocy zszedł ze szczytu i wszedł do jaskini, przepełniony żądzą do królowej. Po ciemku wymacał aksamitne szaty: 

Wlazł przeto na posłanie i legł na łożu,
i poczuł, jak twardnieje mu coś na kształt rogu.
Zaczął podciągać w górę tunikę i z lękiem
wyczuł nogi porosłe szorstkim, gęstym włosem.
Herkures go odepchnął, gdy dalej się trudził,
tak mocna, że Faun zleciał z wysokiego łoża.
Zgiełk się zrobił, Omfale nawołuje służbę,
żąda światła i wtedy wszystko się wydało.
(Owidiusz, Fasti. Kalendarz poetycki 2, 355-370)

## Opis i interpretacja
Groteska sceny została wiernie odtworzona przez Janssena. Na wielkim łożu leży naga Omfale. Jest jeszcze lekko ospała lub, jak mówi mit, odurzona winem. Jej dłoń spoczywa na maczudze Herkulesa poniżej, której leży fragment skóry zdartej z lwa namejskiego. Obok niej leży Herkules okryty aksamitną szatą. Prawą nogą zrzuca z łoża pana. W górnej części pojawia się służący ze świecą, która ma rozjaśnić i ukazać prawdę. Jest ona zgaszona, a mimo to oświetla sylwetki. Zapalona symbolizowała miłość. U dołu leży kilka symbolicznych artefaktów. Karafka ma nawiązywać do wypitego wcześniej wina. Koło niej leży maska teatralna, symbol postępu, nawiązująca tu do zamiany ról, która doprowadziła do nieporozumienia.
W starożytności, wzmianki o przebieraniu się w stroje płci przeciwnej miały charakter dydaktyczny: przestrzegały przed sposobami przy pomocy których kobiety próbowały zdominować mężczyzn.